# Porte-parole du gouvernement de la Polynésie française
| Date de début     | Date de fin | Porte-parole             | Autre portefeuille                                                                             | Décret d'attribution        | Gouvernement                         | Président de la Polynésie française |
| ----------------- | ----------- | ------------------------ | ---------------------------------------------------------------------------------------------- | --------------------------- | ------------------------------------ | ----------------------------------- |
| 16 septembre 2014 | 23 mai 2018 | Jean-Christophe Bouissou | Ministre du Logement, et de l’Aménagement du territoire, chargé des transports interinsulaires | composition du gouvernement | Édouard Fritch I et II, III, IV,III. | Édouard Fritch                      |